# Darscho
Darscho är en sjö i Österrike i regionen Seewinkel.   Den ligger i förbundslandet Burgenland, i den östra delen av landet, 60 km sydost om huvudstaden Wien. Darscho ligger 112 meter över havet. Arean är 0,48 kvadratkilometer. Sjön sträcker sig 0,8 kilometer i nord-sydlig riktning, och 0,9 kilometer i öst-västlig riktning.
Trakten runt Darscho består till största delen av jordbruksmark. Runt Darscho är det ganska tätbefolkat, med 54 invånare per kvadratkilometer.